# 门策吡喃酮合成
门策吡喃酮合成（Mentzer pyrone synthesis）指多元酚和 β-酮酯发生热环化缩合作用得到羟基色酮和羟基香豆素。
例如，2,4-二甲氧基苯酚与苯甲酰乙酸乙酯在280℃加热8小时得6,8-二甲氧基黄酮。
可用丙二酸酯代替β-酮酯，但丙二酸酯与酚类缩合时只生成羟基香豆素。